# Confédération générale des travailleurs (Mexique)
Pour les articles homonymes, voir CGT.
La Confederación General de Trabajadores (CGT - Confédération générale des travailleurs) est un syndicat mexicain fondé en 1921 par des courants opposés à la ligne de la Confederación Regional Obrera Mexicana (CROM), trop proche de celle du gouvernement mené par le Parti révolutionnaire institutionnel.